# Арабија (провинција)
Арабија Петре (лат. Arabia Petraea), позната и као римска Арапска провинција (лат. Provincia Arabia, арап. العربية البترائية) или само Арабија (лат. Arabia), била је римска провинција која се налазила на подручју данашњег Јордана, јужне Сирије, јужног Израела, као и Синаја у Египту. Граничила се са провинцијама Јудеа, Сирија и Египат, а на југу са Арабијом Феликс, како су Римљани звали Арабијско полуострво. Главни град провинције је била Петра. Провинција је постојала у периоду од 106. до 390. године.